# Sufganiot

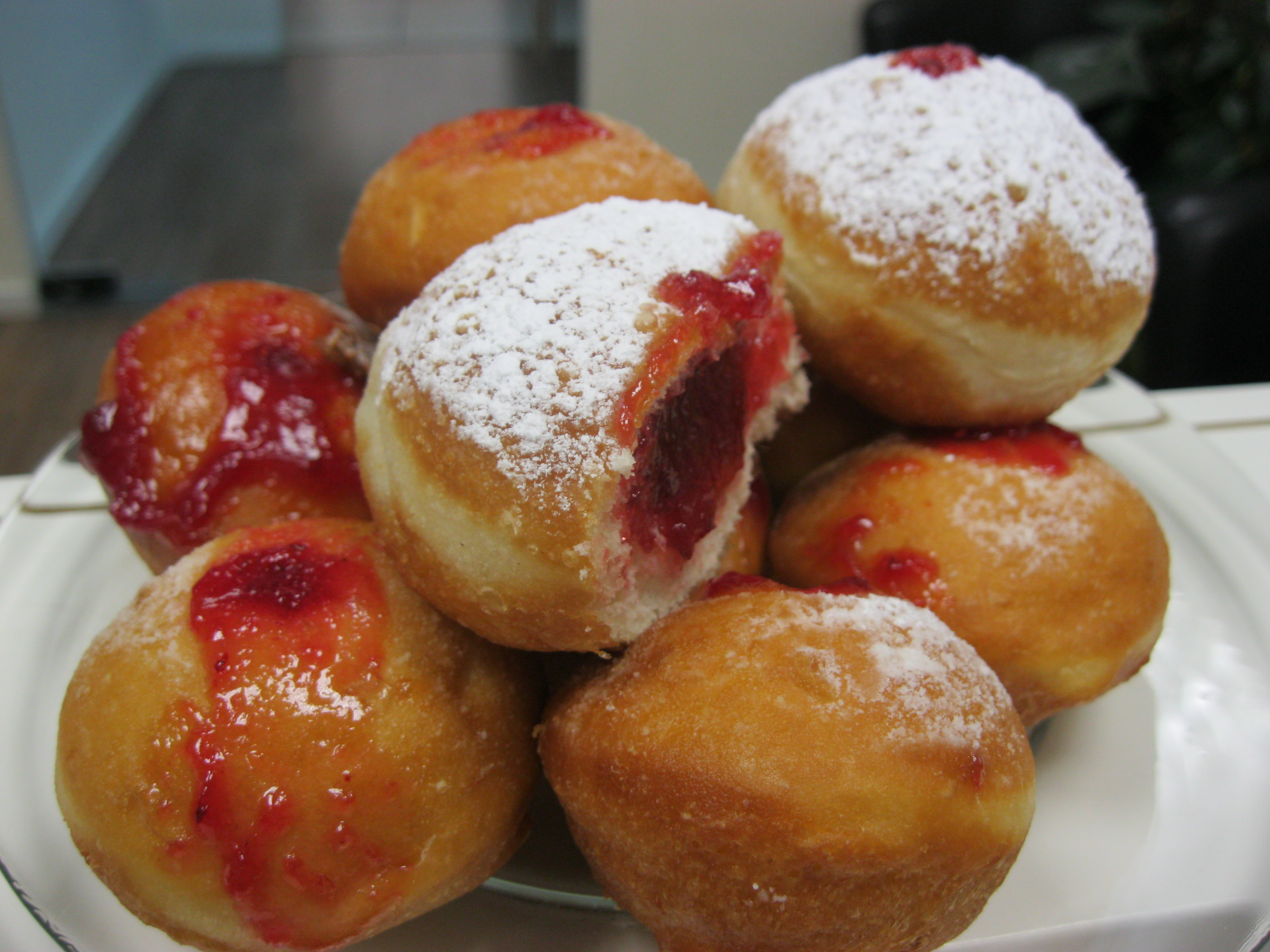
Sufganiyot

Sufganiot (hebreiska: סֻפְגָּנִיּוֹת (sufganiyót),  jiddisch: פּאָנטשקעס, pontshkes) är syltmunkar som äts under Chanukka. De äts vanligen varma. 